# Ranunculus subpinnatus
Ranunculus subpinnatus Wight & Arn. – gatunek rośliny z rodziny jaskrowatych (Ranunculaceae Juss.). Występuje endemicznie w Indiach, w górach Nilgiri i Palni.

## Morfologia
PokrójBylina.
LiścieSą potrójnie klapowane, złożone ze stożkowatych klapek. Brzegi są nacięte.
KwiatySą pojedyncze. Pojawiają się na szczytach pędów. Mają żółtą barwę. Dorastają do 15–25 mm średnicy. Mają 5 owłosionych działek kielicha.